# CLEC10A
CLEC10A‏ (C-type lectin domain containing 10A) هوَ بروتين يُشَفر بواسطة جين CLEC10A في الإنسان.